# Ludisia
Ludisia is een geslacht uit de subtribus Goodyerinae. Het omvat de soorten Ludisia discolor en Ludisia ravanii.